# Bębnikąt, Stargardzki
Bębnikąt [bɛmbˈnikɔnt] là một khu định cư ở khu hành chính của Gmina Stargard, thuộc huyện Stargardzki, Zachodniopomorskie, ở phía tây bắc Ba Lan. Nó nằm khoảng 7 kilômét (4 mi)   về phía đông của Stargard và 38 km (24 mi) về phía đông của thủ đô khu vực Szczecin.